# Nigel Stephenson
Nigel Stephenson ist ein Politiker aus St. Vincent und die Grenadinen.
Er vertrat ab dem 29. Dezember 2010 den Wahlkreis South Leeward im House of Assembly. Er ist Mitglied der New Democratic Party.